# JR難波車站
JR難波站（日语：／ Jeiāru-namba eki */?）是一個位於大阪府大阪市浪速區湊町一丁目，屬於西日本旅客鐵道（JR西日本）關西本線（大和路線）的鐵路車站，也是該線的總站。
此車站原名為「湊町車站」，接近南海電氣鐵道難波站、大阪市高速電氣軌道難波站及大阪難波站（近畿日本鐵道、阪神電氣鐵道）。1994年9月4日起改為現名，為避免混淆，不能省略「JR」兩字母。

## 車站構造
車站為2面4線之島式月台，車站位於地下。車站之上是OCAT。
車站可使用ICOCA卡。

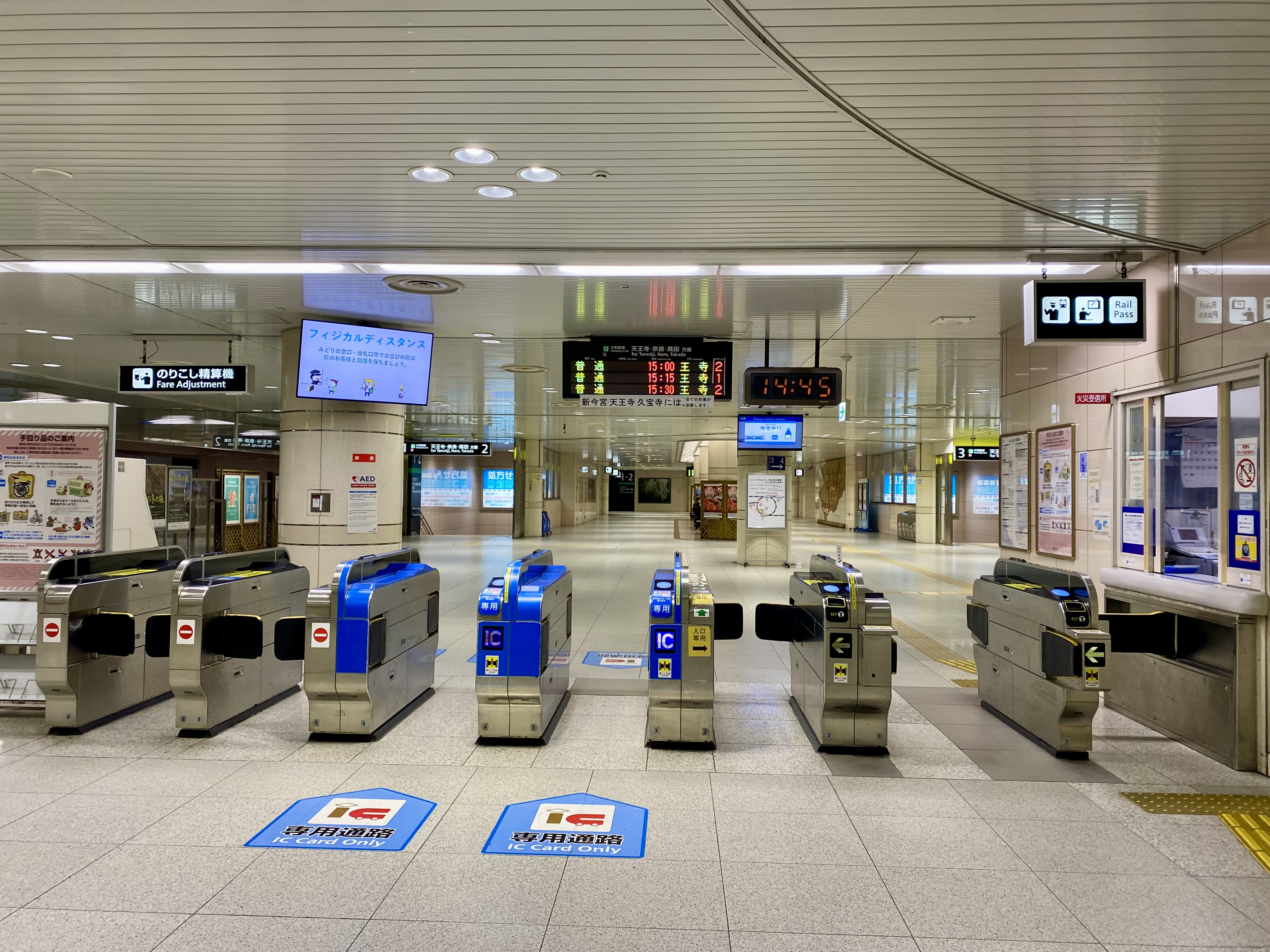
檢票口 (2022年2月)
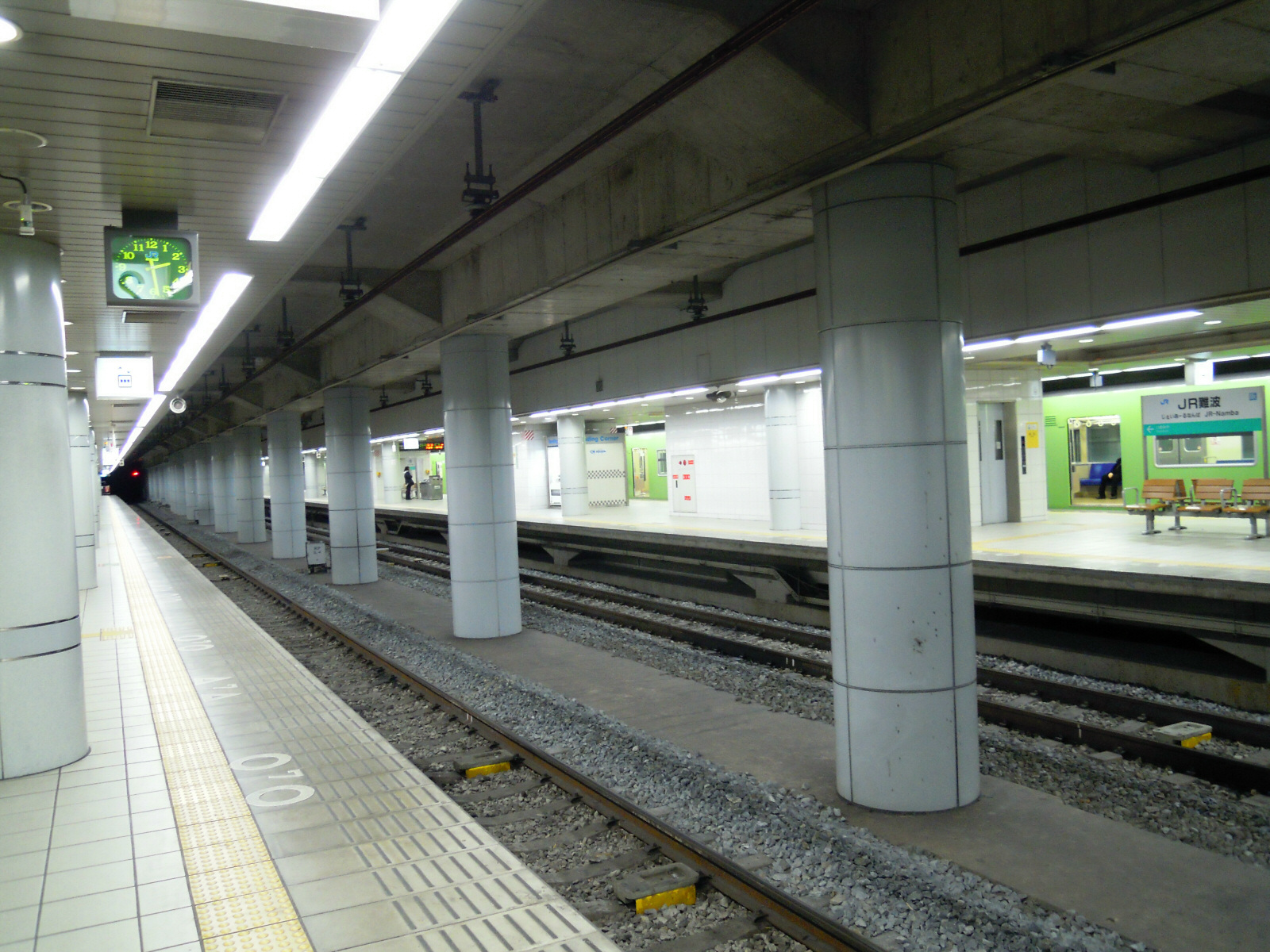
月台(2010年4月)
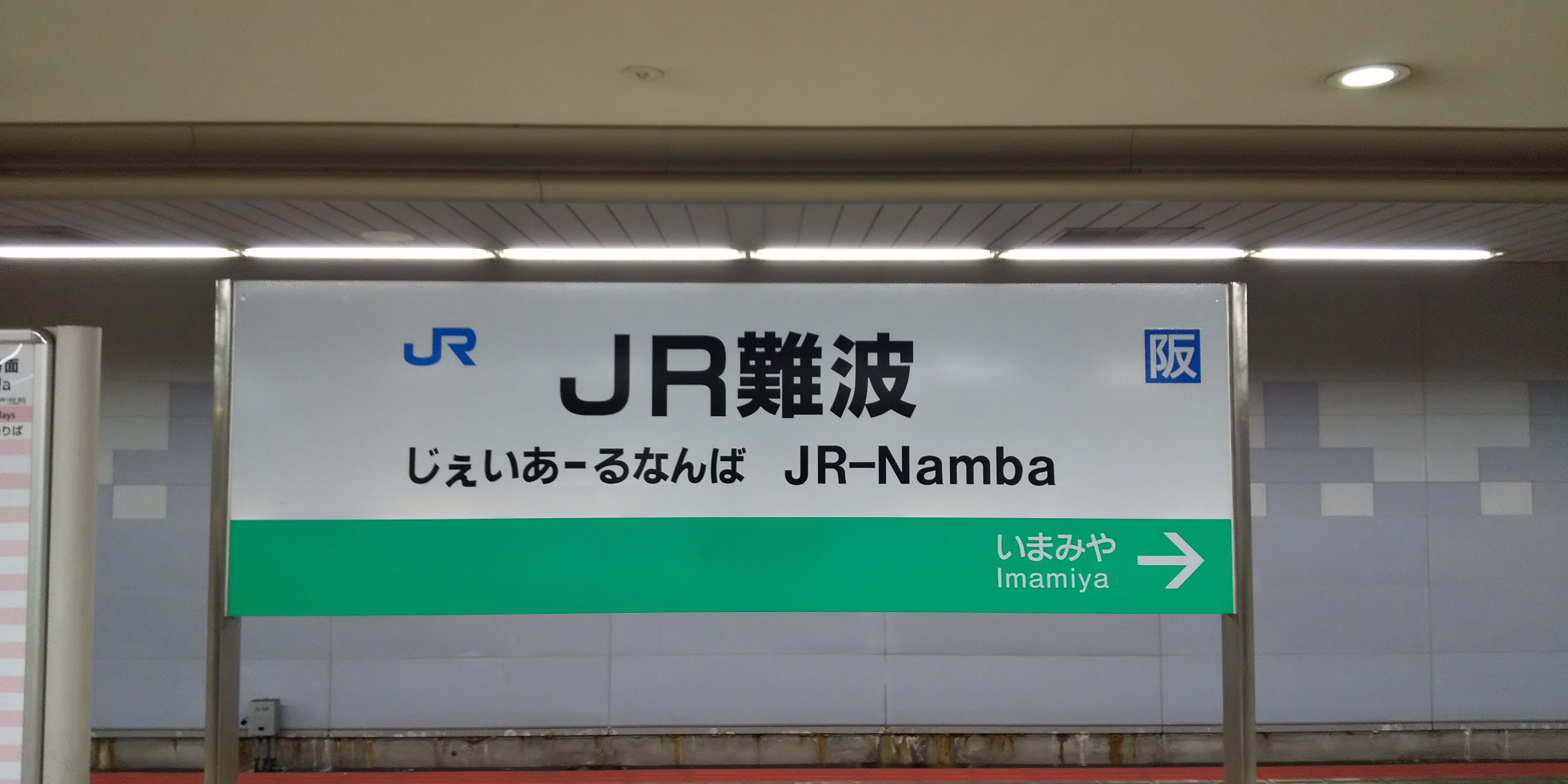
站名標示

### 月台配置
| 月台 | 路線     | 目的地                       |
| ---- | -------- | ---------------------------- |
| 1－4 | 大和路線 | 天王寺、王寺、奈良、加茂方向 |

上圖之路線名為旅客服務上名稱（愛稱）作標示。所有列車會由第1、2月台出發、第3、4月台暫時停用。

## 利用狀況
2018年（平成30年）度1日平均上車人次為24,387人，JR西日本車站當中排行第39位。由於車站遠離難波的中心地帶，加上近年大和路快速及関空/紀州路快速直通大阪環狀線的列車大幅度地增班並分薄此站列車班次數目，因此在難波地區車站當中使用人數較少。大和路線若前往地下鐵難波站時，由於需要在天王寺站轉乘御堂筋線，因此使用者大多僅為乘搭大和路線而不願意轉車的乘客為主。
近年1日平均上車人次如下表。
| 年度               | 1日平均 上車人次 | 來源     |
| ------------------ | ---------------- | -------- |
| 1990年（平成02年） | 22,209           | [ * 1 ]  |
| 1991年（平成03年） | 23,706           | [ * 2 ]  |
| 1992年（平成04年） | 24,396           | [ * 3 ]  |
| 1993年（平成05年） | 23,746           | [ * 4 ]  |
| 1994年（平成06年） | 24,174           | [ * 5 ]  |
| 1995年（平成07年） | 26,821           | [ * 6 ]  |
| 1996年（平成08年） | 29,221           | [ * 7 ]  |
| 1997年（平成09年） | 28,515           | [ * 8 ]  |
| 1998年（平成10年） | 28,208           | [ * 9 ]  |
| 1999年（平成11年） | 27,935           | [ * 10 ] |
| 2000年（平成12年） | 27,901           | [ * 11 ] |
| 2001年（平成13年） | 28,247           | [ * 12 ] |
| 2002年（平成14年） | 28,325           | [ * 13 ] |
| 2003年（平成15年） | 28,725           | [ * 14 ] |
| 2004年（平成16年） | 28,561           | [ * 15 ] |
| 2005年（平成17年） | 28,556           | [ * 16 ] |
| 2006年（平成18年） | 28,414           | [ * 17 ] |
| 2007年（平成19年） | 27,963           | [ * 18 ] |
| 2008年（平成20年） | 27,299           | [ * 19 ] |
| 2009年（平成21年） | 26,664           | [ * 20 ] |
| 2010年（平成22年） | 26,810           | [ * 21 ] |
| 2011年（平成23年） | 26,426           | [ * 22 ] |
| 2012年（平成24年） | 26,348           | [ * 23 ] |
| 2013年（平成25年） | 26,334           | [ * 24 ] |
| 2014年（平成26年） | 25,532           | [ * 25 ] |
| 2015年（平成27年） | 25,459           | [ * 26 ] |
| 2016年（平成28年） | 24,913           | [ * 27 ] |
| 2017年（平成29年） | 24,668           | [ * 28 ] |
| 2018年（平成30年） | 24,387           | [ * 29 ] |

## 車站周邊
- OCAT
- 生命科技難波店
- 大機 難波店
- 湊町里弗普斯 難波Hatch
  - FM大阪
- 産業經濟新聞社大阪本社

## 巴士路線
位于OCAT第2層，有前往關西國際機場、大阪國際機場之巴士、以及日本各所高速巴士出發處。
以下為大阪都市巴士路線。
- JR難波站前停留所（千日前通）
  - 西行
    - 29號系統　往蘆原橋站經地下鐵住之江公園
    - 52號系統　往長橋二丁目經阿倍野橋
    - 60號系統　往地下鐵櫻川經天保山
    - 71號系統　往大正橋・大正區役所前經鶴町四丁目
    - 108號系統　往大正橋・千歳橋經鶴町四丁目

  - 東行
    - 29・52・71・108號系統前往難波
    - 60號系統往難波（高島屋前）
    - 浪速西循環線（紅巴士）
- JR難波站前停留所（四橋筋）
  - 北行
    - 84號系統　往地下鐵西長堀經弁天町站
    - 85號系統　往玉造經杭全
    - 103・103A號系統　往四橋筋經由經大阪站前

## 相鄰車站
西日本旅客鐵道
 大和路線（關西本線）
■快速
新今宮（JR-Q19）－JR難波（JR-Q17）
■普通
今宮（JR-Q18）－JR難波（JR-Q17）

### 利用狀況
1. ↑  大阪府統計年鑑 （页面存档备份，存于） - 大阪府
2. ↑  大阪市統計書 （页面存档备份，存于） - 大阪市

從數據看見JR西日本
1. 1 2   (PDF).   [2019-09-26]. （原始内容存档 (PDF)于2019-09-26）.
2. ↑   (PDF).   [2019-09-26]. （原始内容存档 (PDF)于2019-05-31）.

大阪府統計年鑑
1. ↑  大阪府統計年鑑（平成3年）PDF
2. ↑  大阪府統計年鑑（平成4年）PDF
3. ↑  大阪府統計年鑑（平成5年）PDF
4. ↑  大阪府統計年鑑（平成6年）PDF
5. ↑  大阪府統計年鑑（平成7年）PDF
6. ↑  大阪府統計年鑑（平成8年）PDF
7. ↑  大阪府統計年鑑（平成9年）PDF
8. ↑  大阪府統計年鑑（平成10年）PDF
9. ↑  大阪府統計年鑑（平成11年）PDF
10. ↑  大阪府統計年鑑（平成12年）PDF
11. ↑  大阪府統計年鑑（平成13年）PDF
12. ↑  大阪府統計年鑑（平成14年）PDF
13. ↑  大阪府統計年鑑（平成15年）PDF
14. ↑  大阪府統計年鑑（平成16年）PDF
15. ↑  大阪府統計年鑑（平成17年）PDF
16. ↑  大阪府統計年鑑（平成18年）PDF
17. ↑  大阪府統計年鑑（平成19年）PDF
18. ↑  大阪府統計年鑑（平成20年）PDF
19. ↑  大阪府統計年鑑（平成21年）PDF
20. ↑  大阪府統計年鑑（平成22年）PDF
21. ↑  大阪府統計年鑑（平成23年）PDF
22. ↑  大阪府統計年鑑（平成24年）PDF
23. ↑  大阪府統計年鑑（平成25年）PDF
24. ↑  大阪府統計年鑑（平成26年）PDF
25. ↑  大阪府統計年鑑（平成27年）PDF
26. ↑  大阪府統計年鑑（平成28年）PDF
27. ↑  大阪府統計年鑑（平成29年）PDF
28. ↑  大阪府統計年鑑（平成30年）PDF
29. ↑  大阪府統計年鑑（令和元年）PDF

## 外部連結
- JR難波｜車站資訊：JR出門網 - 西日本旅客鐵道
- OCAT （页面存档备份，存于）